# Gambart (cràter)

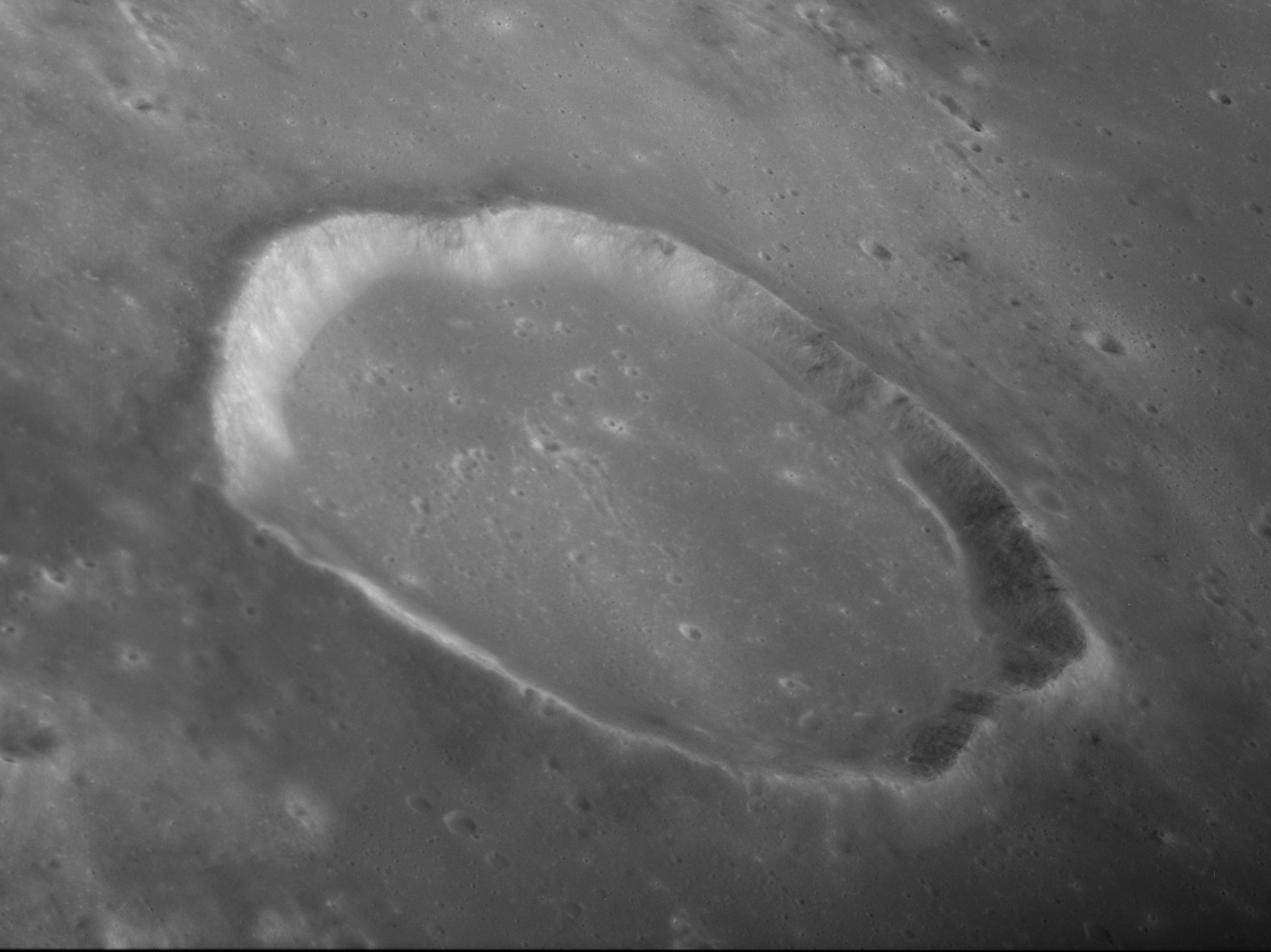
Fotografia de la missió Apol·lo 12

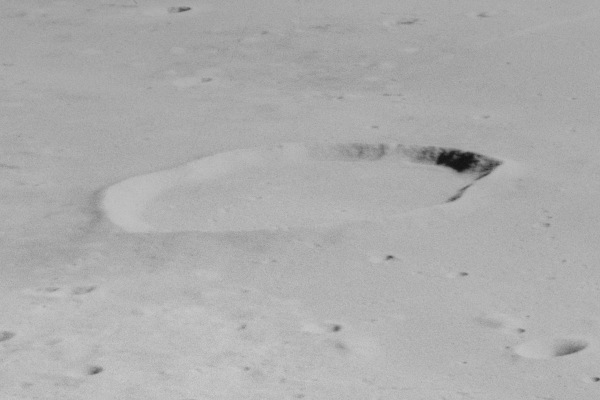
Fotografia de la missió Apol·lo 16

Gambart és una petit cràter d'impacte situat al Mare Insularum, prop de la regió central de la Lluna. Pot ser situat al sud-sud-est del prominent cràter Copernicus, dins del seu sistema radial. En el passat, el sòl de Gambart va ser inundat per la lava, deixant una superfície relativament plana envoltada per una vora exterior llisa, però amb una forma lleugerament poligonal. Al sud-oest de Gambart apareix una àrea de terreny muntanyenc format a partir de material expulsat durant l'impacte que va originar el Mare Imbrium, coneguda com la Formació Fra Mauro.
El cràter més petit Gambart C es troba al nord-est de Gambart. Aproximadament entre Gambart i Gambart C es localitza un dom, un tipus de volcà en escut.
La sonda Surveyor 2 es va estavellar al nord-est de Gambart C.

## Cràters satèl·lit
Per convenció, aquests elements són identificats als mapes lunars posant la lletra al costat del punt mitjà del cràter que està més prop de Gambart.
|         | \| Gambart \| Coordenades \| Diàmetre \| \| ------- \| ---------------------------------- \| -------- \| \| A \| 1° 00′ N, 18° 42′ O / 1.0°N,18.7°O \| 12 km \| \| B \| 2° 12′ N, 11° 30′ O / 2.2°N,11.5°O \| 11 km \| \| C \| 3° 18′ N, 11° 48′ O / 3.3°N,11.8°O \| 12 km \| \| D \| 3° 24′ N, 17° 42′ O / 3.4°N,17.7°O \| 6 km \| \| E \| 1° 00′ N, 17° 12′ O / 1.0°N,17.2°O \| 4 km \| \| F \| 0° 06′ N, 16° 54′ O / 0.1°N,16.9°O \| 5 km \| \| G \| 1° 54′ N, 12° 00′ O / 1.9°N,12.0°O \| 6 km \| \| H \| 3° 12′ N, 10° 36′ O / 3.2°N,10.6°O \| 4 km \| \| J \| 0° 42′ S, 18° 12′ O / 0.7°S,18.2°O \| 7 km \| \| K \| 3° 54′ N, 14° 12′ O / 3.9°N,14.2°O \| 4 km \| \| L \| 3° 18′ N, 15° 18′ O / 3.3°N,15.3°O \| 4 km \| \| M \| 5° 24′ N, 11° 42′ O / 5.4°N,11.7°O \| 4 km \| \| N \| 0° 30′ S, 14° 54′ O / 0.5°S,14.9°O \| 5 km \| \| R \| 0° 36′ S, 20° 48′ O / 0.6°S,20.8°O \| 4 km \| \| S \| 0° 06′ S, 13° 12′ O / 0.1°S,13.2°O \| 3 km \| |          |
| Gambart | Coordenades | Diàmetre |
| A       | 1° 00′ N, 18° 42′ O / 1.0°N,18.7°O | 12 km    |
| B       | 2° 12′ N, 11° 30′ O / 2.2°N,11.5°O | 11 km    |
| C       | 3° 18′ N, 11° 48′ O / 3.3°N,11.8°O | 12 km    |
| D       | 3° 24′ N, 17° 42′ O / 3.4°N,17.7°O | 6 km     |
| E       | 1° 00′ N, 17° 12′ O / 1.0°N,17.2°O | 4 km     |
| F       | 0° 06′ N, 16° 54′ O / 0.1°N,16.9°O | 5 km     |
| G       | 1° 54′ N, 12° 00′ O / 1.9°N,12.0°O | 6 km     |
| H       | 3° 12′ N, 10° 36′ O / 3.2°N,10.6°O | 4 km     |
| J       | 0° 42′ S, 18° 12′ O / 0.7°S,18.2°O | 7 km     |
| K       | 3° 54′ N, 14° 12′ O / 3.9°N,14.2°O | 4 km     |
| L       | 3° 18′ N, 15° 18′ O / 3.3°N,15.3°O | 4 km     |
| M       | 5° 24′ N, 11° 42′ O / 5.4°N,11.7°O | 4 km     |
| N       | 0° 30′ S, 14° 54′ O / 0.5°S,14.9°O | 5 km     |
| R       | 0° 36′ S, 20° 48′ O / 0.6°S,20.8°O | 4 km     |
| S       | 0° 06′ S, 13° 12′ O / 0.1°S,13.2°O | 3 km     |

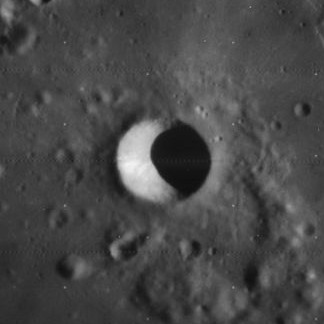
Gambart A. Fotografia de la missió Lunar Orbiter 4 (1967)
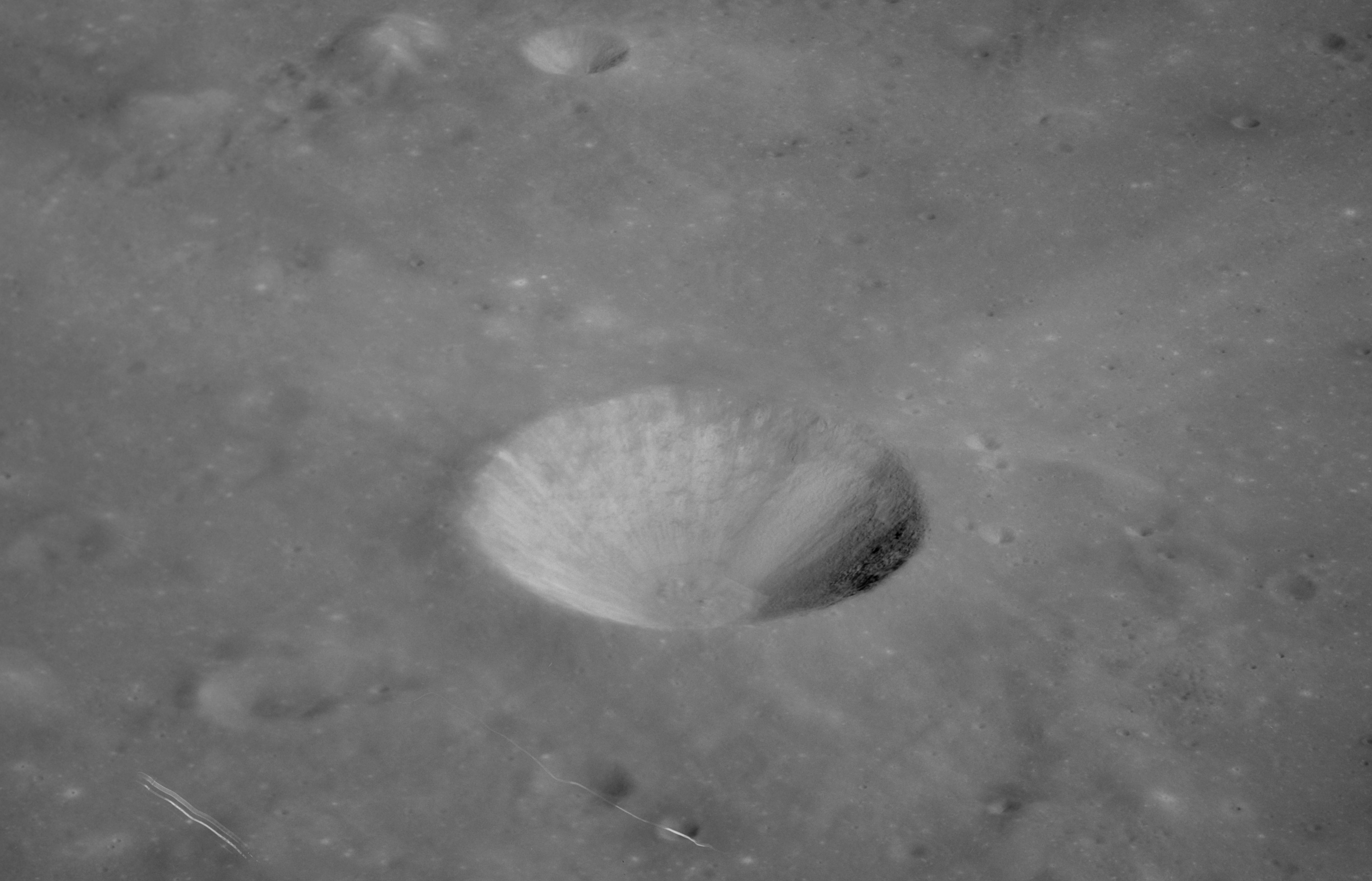
Gambart A. Fotografia de la missió Apol·lo 12
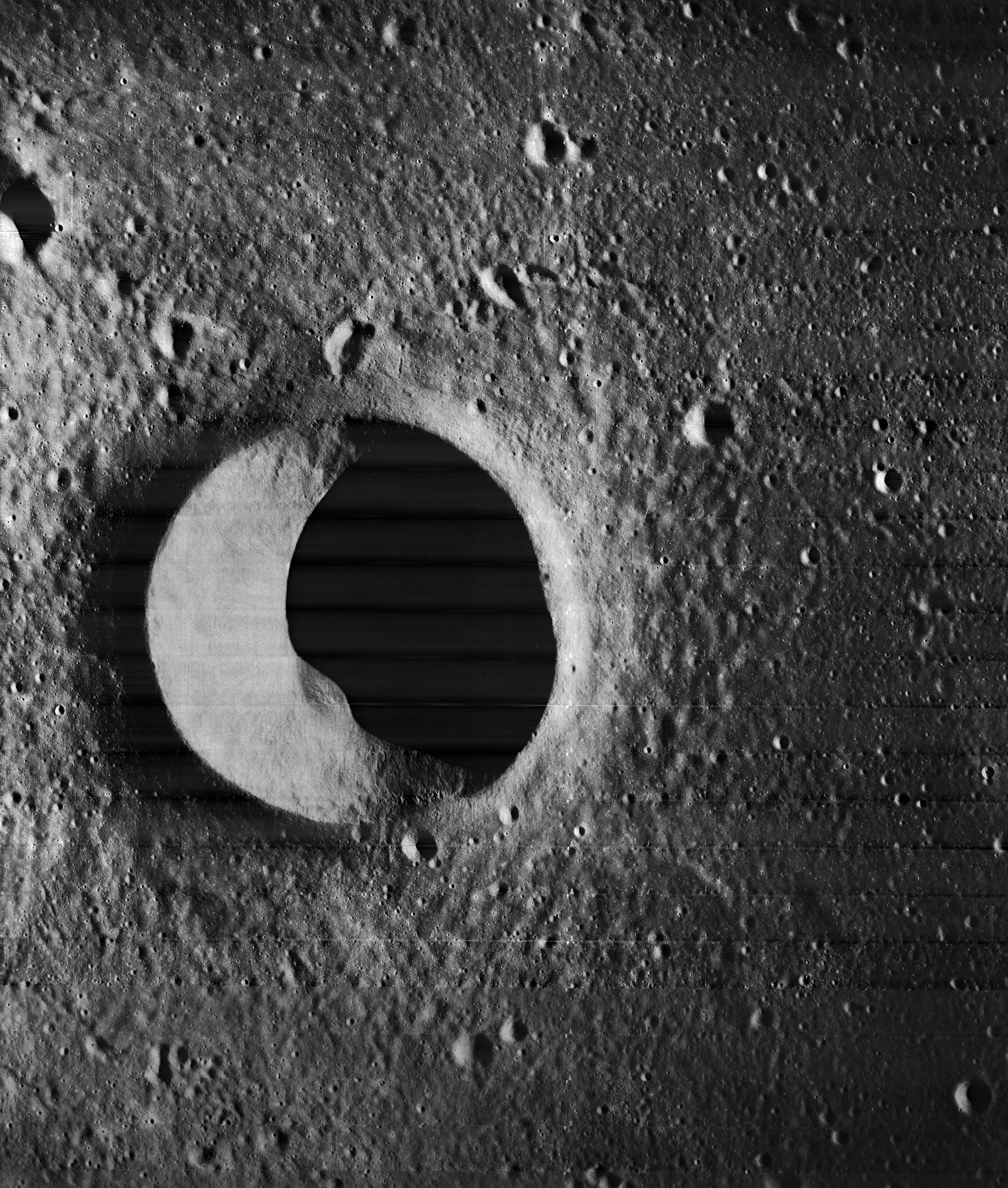
Gambart C. Imatge Lunar Orbiter 2
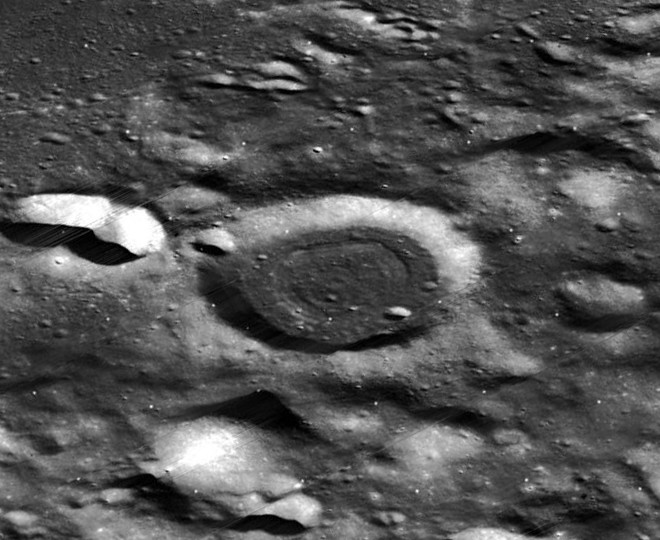
Gambart J. Imatge Lunar Orbiter 3